# Friedrich Bernhard Beyreuther

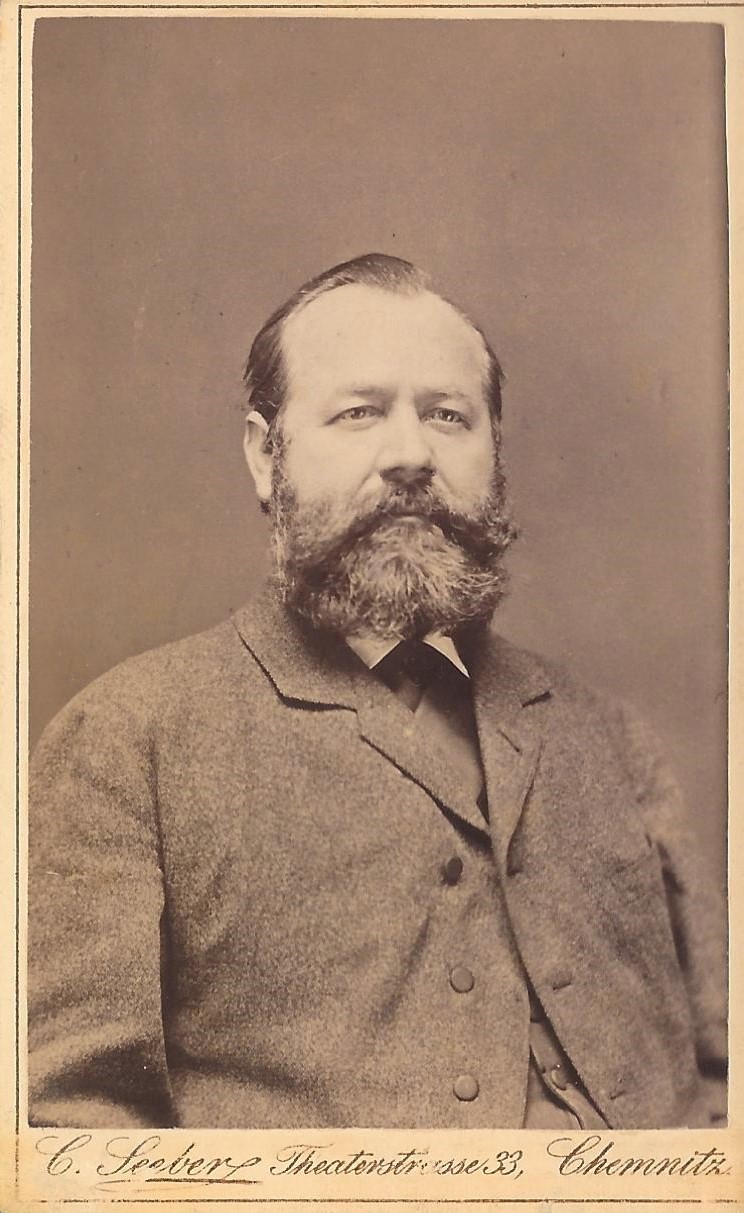
Friedrich Bernhard Beyreuther

Friedrich Bernhard Beyreuther (* 3. Januar 1839 in Breitenbrunn/Erzgebirge; † 25. Februar 1909 in Chemnitz) war ein Chemnitzer Kaufmann, Theatergründer und Inhaber der Ball- und Gartengaststätte Schloss Miramar auf dem Chemnitzer Schlossberg.

## Leben
Friedrich Bernhard Beyreuther war Sohn von Carl Friedrich Fürchtegott Beyreuther und Johanna Christine Beyreuther, geb. Schubert. Vom 18. Juli 1853 liegt ein „Aufdingschein“ für eine handwerkliche Lehre in Breitenbrunn für 3 Jahre vor. Nach verschiedenen Quellen soll B. Beyreuther bereits 1854 im Alter von 15 Jahren nach Chemnitz gegangen sein, um an den dort zügig einsetzenden Entwicklungen der Gründerzeit teilhaben zu können. Nach einem Eintrag 1866 im Adressbuch der Fabrik- und Handelsstadt Chemnitz bestand seine erste Delikatess-, Wein- und Südfruchthandlung am Holzmarkt 10.
Im Jahre 1866 heiratete er Alma Bertha Beyreuther, geb. Grahl aus Callenberg/Glauchau. Im gleichen Jahr  wurde er zum Deutschen Krieg eingezogen.

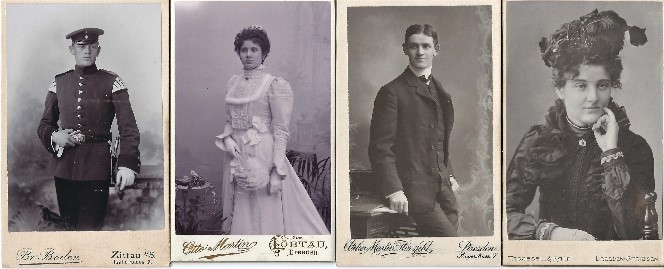
Arthur, Fanny, Max und Hedwig Beyreuther

Das Ehepaar hatte sieben Kinder, von denen aber drei nicht älter als anderthalb Jahre alt wurden. Die Kinder, Arthur Bernhard (* 1867), Hedwig (* 1869), Max (* 1873) und Fanny (* 1876) genossen gute Ausbildungen auf künstlerischem oder kaufmännischen Gebiet. Arthur Beyreuther war mit einem innerstädtischen Geschäft kaufmännisch tätig und wurde am 5. Oktober 1891 zum Deputy Consul für das amerikanische Konsulat in Chemnitz ernannt.

## Wirken
Friedrich Bernhard Beyreuther erkannte Anfang der 2. Hälfte des 19. Jahrhunderts und beim Beginn der rasanten Entwicklung der Industriestadt Chemnitz, dass das einheimische Bürgertum auch zunehmend kulturelle Bedürfnisse befriedigen wollte, so dass die Etablierung eines Konzert- und Theatersaales aussichtsreich war. Am 30. März 1879 öffnete das Mosella gegenüber dem neuen Rathaus als „Hotel ersten Ranges“ mit „Concert- und Speise-Sälen“. Der Standort entspricht dem des später dort erbauten Warenhauses Tietz. Das Interieur war im Maurischen Stil gehalten, die Bezeichnung Mosella kommt von einem nahe Schiras in Persien (heute: Iran) gelegenen Hain, den Beyreuther auf einer seiner Reisen kennengelernt hatte.
Das Mosella mit seinem Hauptsaal wurde Treffpunkt der Konzert- und Varietéfreunde von Chemnitz, deren Einwohnerzahl inzwischen auf etwa 95.000 angewachsen war. Der Saal war der erste in der Stadt mit elektrischer Beleuchtung statt der traditionellen Gasbeleuchtung, so dass schon der reine lichttechnische Anblick und die veränderte Farbenpracht große Aufmerksamkeit erregten.
In diesem Theater, dessen Direktor Beyreuther war, traten auf: Chansonetten, Pantomimen, Ballette, Schlangenmenschen, Humoristen, Mimiker u. a. m.
Die deutschen Filmpioniere Clemens und  Guido Seeber hatten gleichfalls Gelegenheit, im Mosella die ersten „kinematographische Projektionen“ in Chemnitz zu zeigen. Ein weiterer Höhepunkt war die Uraufführung des Festspieles Chemnitzia zum 750. Jahrestag der Gründung von Chemnitz im Jahre 1893 unter Teilnahme der Prominenz der Stadt.
Parallel erwarb Beyreuther das große Schlossvorwerk neben der Schloßkirche und eröffnete nach umfangreichen Umbauarbeiten am 1. Osterfeiertag 1884 das Miramar (etwas überhöht: „Meeresblick“). Es hat den gleichen Namen wie ein in Nähe von Triest an der Adria gelegenes Lustschloss, das Schloss Miramare, erbaut für Erzherzog Ferdinand Maximilian. Es war ein Gartenrestaurant mit Festsälen und Billardsalon. Auch diese Einrichtung leitete Beyreuther zunächst selbst; später übertrug er diese Aufgabe seinem Sohn Max.
Berichtet wird von Pausitz auch, dass der amtierende König Albert von Sachsen im Jahre 1885 das IX. Mitteldeutsche Bundesschießen besuchte, dabei erneut auch ins Miramar kam und „…sich über die Anlagen in schmeichelhafter Weise äußerte.“
Beyreuther entwickelte auch die „Münchener Hofbräu-Gaststätte“ an der Schillerstraße (heute: Straße der Nationen in Chemnitz). 1880 ließ er das Grundstück Ecke Schillerstraße und Ferdinandstraße mit einem Wohn- und Geschäftshaus bebauen. Noch vor seinem Tod verkaufte er das Objekt weiter, es wechselte dann mehrfach seinen Besitzer.

## Familiengrab

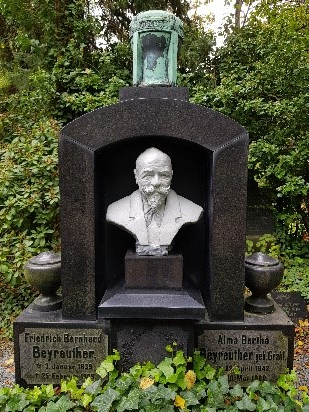
Familiengrab Beyreuther auf dem Schlossfriedhof in Chemnitz

Friedrich Bernhard Beyreuther erwarb 1892 eine Erbbegräbnisstätte in zentraler Lage auf dem Chemnitzer Schlossfriedhof. Seine Ehefrau Bertha Beyreuther wurde 1908 hier beigesetzt, er selbst starb am 25. Februar 1909. Auch alle vier Kinder (Arthur, Hedwig, Max und Fanny) wurden hier bestattet, ebenso deren Ehepartner. Die heute noch vorhandenen Grabplatten belegen, dass das Erbbegräbnis auch für die weiterführenden Familienlinien genutzt wurde und somit noch heute als markantes geschichtliches Zeugnis auf dem Schlossfriedhofs in ursprünglicher Form existiert.
Blickfang des Familiengrabs war eine Büste Beyreuthers, die seine Tochter Fanny moduliert hatte. Sie wurde in Bronze gegossen, 1945 aber Opfer eines Diebstahls der Besetzer von Chemnitz. Heute steht eine Replik aus Gips an ihrer Stelle. Die Familienlinie Boye/von Waeber, die von Hedwig Beyreuther abgeleitet ist, besitzt im Hintergrund der Begräbnisstätte ein eigenes Familiengrab.